# Euheptaulacus atlantis
Euheptaulacus atlantis är en skalbaggsart som beskrevs av Henri de Peyerimhoff 1925. Euheptaulacus atlantis ingår i släktet Euheptaulacus och familjen Aphodiidae. Inga underarter finns listade i Catalogue of Life.